# 博覧会駅
博覧会駅（パンナメえき）は、大韓民国ソウル特別市衿川区にかつて存在した京釜線の鉄道駅である。
1968年に九老工業団地（現：九老デジタル団地）で開催された第1回韓国貿易博覧会の来場者の便宜のために臨時乗降場として設置され、博覧会終了後すぐに廃止された。
1974年には首都圏電鉄1号線が開業し、この駅があった場所の近くに加里峰駅（現：加山デジタル団地駅）が設置された。

## 歴史
- 1968年9月9日：ソウル駅起点14.76km地点に開業[1]。
- 1968年10月20日：廃止。